# آریرفلد
آریرفلد (به هلندی: Arriërveld) یک منطقهٔ مسکونی در هلند است که در اومن واقع شده‌است. آریرفلد ۳۰ نفر جمعیت دارد.